# Azille
Azille település Franciaországban, Aude megyében. Lakosainak száma 1125 fő (2022. január 1.). Azille Homps, La Redorte, Pépieux, Rieux-Minervois, Tourouzelle, La Livinière, Olonzac és Siran községekkel határos.

## Népesség
A település népessége az elmúlt években az alábbi módon változott:
| Lakosok száma | 1441 | 1195 | 1056 | 1092 | 1196 | 1160 | 1144 | 1129 | 1123 | 1125 |
|               | 1968 | 1982 | 1999 | 2006 | 2011 | 2015 | 2017 | 2018 | 2020 | 2022 |